# Indywidualne Mistrzostwa Świata na Żużlu 1986
Indywidualne Mistrzostwa Świata na Żużlu 1986 – cykl turniejów żużlowych mających wyłonić najlepszych żużlowców na świecie. Tytuł wywalczył Hans Nielsen z Danii.
Po raz kolejny żaden z naszych reprezentantów nie awansował do Finału Światowego. Wówczas 20-letni Ryszard Dołomisiewicz wystąpił z dziką kartą organizatora imprezy jako najlepszy z naszych reprezentantów w Finale Kontynentalnym.

## Finał Światowy
- 30 sierpnia 1986 r. (sobota),  Chorzów – Stadion Śląski

| Msc. | Zawodnik              | Kraj              | Pkt |               |  |
| ---- | --------------------- | ----------------- | --- | ------------- |  |
| 1    | Hans Nielsen          | Dania             | 14  | (2,3,3,3,3)   |  |
| 2    | Jan O. Pedersen       | Dania             | 13  | (3,3,2,3,2)   |  |
| 3    | Kelvin Tatum          | Wielka Brytania   | 12  | (2,2,2,3,3)   |  |
| 4    | Jimmy Nilsen          | Szwecja           | 11  | (3,1,3,2,2)   |  |
| 5    | Tommy Knudsen         | Dania             | 10  | (1,3,3,w/u,3) |  |
| 6    | Wiktor Kuzniecow      | ZSRR              | 10  | (3,2,2,2,1)   |  |
| 7    | Sam Ermolenko         | Stany Zjednoczone | 9   | (1,2,1,3,2)   |  |
| 8    | Neil Evitts           | Wielka Brytania   | 8   | (2,3,1,1,1)   |  |
| 9    | Chris Morton          | Wielka Brytania   | 8   | (2,1,0,2,3)   |  |
| 10   | Erik Gundersen        | Dania             | 7   | (3,0,3,1,0)   |  |
| 11   | Ryszard Dołomisiewicz | Polska            | 6   | (1,2,0,2,1)   |  |
| 12   | Marvyn Cox            | Wielka Brytania   | 3   | (0,1,2,0,0)   |  |
| 13   | Karl Maier            | RFN               | 3   | (0,0,1,0,2)   |  |
| 14   | Antonín Kasper        | Czechosłowacja    | 2   | (0,0,1,0,1)   |  |
| 15   | Armando Castagna      | Włochy            | 2   | (1,1,0,-,-)   |  |
| 16   | Mitch Shirra          | Nowa Zelandia     | 1   | (0,0,0,1,0)   |  |
|      | rez. Petr Vandirek    | Czechosłowacja    | 1   | (1,0)         |  |
|      | rez. Jan Andersson    | Szwecja           | ns  |               |  |